# اولکساندر خیژنیاک
اولکساندر خیژنیاک (اوکراینی: Олександр Олександрович Хижняк؛ زادهٔ ۳ اوت ۱۹۹۵) بوکسور اهل اوکراین است.